# Campeonato da Oceania Juvenil de Atletismo de 1997
O Campeonato da Oceania Juvenil de Atletismo de 1997 foi a 3ª edição da competição organizada pela Associação de Atletismo da Oceania para atletas com menos de 18 anos, classificados como juvenil. O campeonato foi realizado entre os dias 11 a 12 de julho de 1997. Teve como sede o Estádio Nacional de Fiji, na cidade de Suva, nas Fiji, sendo disputadas 33 provas (17 masculino e 16 feminino). Teve como destaque a Nova Zelândia com 21 medalhas sendo 16 de ouro.

## Medalhistas
Os resultados completos podem ser encontrados conforme compilados por Bob Snow em Athletics Papua New Guinea,  na revista Athletics Weekly,  e na página da História do Atletismo Mundial Júnior. 

### Masculino
| Evento                      | Ouro                            | Ouro    | Prata                           | Prata   | Bronze                          | Bronze  |
| --------------------------- | ------------------------------- | ------- | ------------------------------- | ------- | ------------------------------- | ------- |
| 100 metros                  | Paulson Gebo · Papua-Nova Guiné | 11.12   | Lency Olitisa · Ilhas Salomão   | 11.14   | Reuben Apuri · Ilhas Salomão    | 11.18   |
| 200 metros                  | Paulson Gebo · Papua-Nova Guiné | 22.88   | Reuben Apuri · Ilhas Salomão    | 22.90   | Lency Olitisa · Ilhas Salomão   | 23.00   |
| 400 metros                  | Pita Kunagogo · Fiji            | 51.24   | Keith Andrews · Fiji            | 52.66   | Harmon Harmon · Ilhas Cook      | 52.94   |
| 800 metros                  | Ben Ruthe · Nova Zelândia       | 1:56.26 | Casper Pule · Ilhas Salomão     | 2:00.20 | Derek Jang · Fiji               | 2:02.68 |
| 1 500 metros                | Ben Ruthe · Nova Zelândia       | 4:13.80 | Liam Scopes · Nova Zelândia     | 4:15.76 | Chris Votu · Ilhas Salomão      | 4:16.12 |
| 3 000 metros                | Liam Scopes · Nova Zelândia     | 8:56.70 | Chris Votu · Ilhas Salomão      | 8:59.10 | Lennon Wicks · Austrália        | 9:10.07 |
| 110 metros barreiras        | Graham Pether · Austrália       | 15.06   | Tevita Fungalei · Tonga         | 15.14   | Tokaikolo Latapu · Tonga        | 15.74   |
| 300 metros barreiras        | Toetu'u Sapoi'aleki · Tonga     | 38.68   | Alex Green · Austrália          | 40.10   | Tevita Fungalei · Tonga         | 40.46   |
| 2.000 metros com obstáculos | Chris Votu · Ilhas Salomão      | 7:14.34 | Lennon Wicks · Austrália        | 7:23.40 | Shakeel Khan · Fiji             | 8:08.76 |
| Revezamento medley 800 m    | Fiji                            | 1:35.04 | Ilhas Salomão                   | 1:35.50 | Austrália                       | 1:36.18 |
| Salto em altura             | Robert Elder · Fiji             | 1.93    | Benjamin Weeks · Austrália      | 1.91    | Petero Manufolau · Fiji         | 1.87    |
| Salto em comprimento        | Tokaikolo Latapu · Tonga        | 6.83    | Noa Niuvou · Fiji               | 6.27    | Tita Bayu · Papua-Nova Guiné    | 6.19    |
| Salto triplo                | Khamal Ganley · Nova Zelândia   | 14.40   | Timoci Tamani · Fiji            | 13.58   | Benjamin Evans · Fiji           | 13.47   |
| Arremesso de peso           | Fesaitu Inoke · Fiji            | 13.94   | Sosefo Fonorito · Fiji          | 12.84   | Marceliano Fiakaifonu · Vanuatu | 11.83   |
| Lançamento de disco         | Daniel Goulding · Austrália     | 50.34   | Fesaitu Inoke · Fiji            | 42.56   | Sosefo Fonorito · Fiji          | 40.04   |
| Lançamento do martelo       | Daniel Goulding · Austrália     | 52.20   | Marceliano Fiakaifonu · Vanuatu | 34.90   | Pio Fihaki · Fiji               | 25.32   |
| Lançamento do dardo         | Kurt Mead · Austrália           | 53.70   | Stuart Farquhar · Nova Zelândia | 52.54   | Lagani Ratulevu · Fiji          | 51.76   |

### Feminino
| Evento                   | Ouro                           | Ouro    | Prata                          | Prata    | Bronze                               | Bronze   |
| ------------------------ | ------------------------------ | ------- | ------------------------------ | -------- | ------------------------------------ | -------- |
| 100 metros               | Sarah Phillips · Nova Zelândia | 12.14   | Andrea Miller · Nova Zelândia  | 12.20    | Josivini Maria · Fiji                | 12.50    |
| 200 metros               | Andrea Miller · Nova Zelândia  | 25.30   | Josivini Maria · Fiji          | 26.14    | Helen Philemon · Papua-Nova Guiné    | 27.18    |
| 400 metros               | Sally Ward · Nova Zelândia     | 58.26   | Vasiti Vatureba · Fiji         | 61.14    | Antonia Urakupa · Papua-Nova Guiné   | 64.44    |
| 800 metros               | Melissa Thomas · Nova Zelândia | 2:11.90 | Sally Ward · Nova Zelândia     | 2:12.28  | Irinieta Vakaudekula · Fiji          | 2:30.12  |
| 1 500 metros             | Odette Jesson · Nova Zelândia  | 4:42.40 | Tresha Moxham · Austrália      | 4:47.86  | Vaite Bounhoure · Polinésia Francesa | 5:06.18  |
| 3 000 metros             | Odette Jesson · Nova Zelândia  | 9:56.88 | Tresha Moxham · Austrália      | 10:03.01 | Sebiuta Senivetaukula · Fiji         | 11:13.94 |
| 100 metros barreiras     | Andrea Miller · Nova Zelândia  | 14.76   | Falemaama Fakapulia · Tonga    | 16.40    | Cecile Tiatia · Polinésia Francesa   | 16.46    |
| 300 metros barreiras     | Avikali Kainoko · Fiji         | 46.06   | Mere Rasavere · Fiji           | 47.60    | Cecile Tiatia · Polinésia Francesa   | 48.18    |
| Revezamento medley 800 m | Nova Zelândia                  | 1:49.64 | Fiji                           | 1:52.10  | Polinésia Francesa                   | 1:59.50  |
| Salto em altura          | Melissa Tucker · Austrália     | 1.70    | Matelita Dere · Fiji           | 1.59     | Rosalia Raqato · Fiji                | 1.53     |
| Salto em comprimento     | Andrea Miller · Nova Zelândia  | 5.56    | Sarah Phillips · Nova Zelândia | 5.50     | Melissa Tucker · Austrália           | 5.50     |
| Salto triplo             | Melissa Tucker · Austrália     | 11.87   | Vaciseva Maisiri · Fiji        | 10.36    | Lanuola Keil · Samoa                 | 9.46     |
| Arremesso de peso        | Ngaina Karena · Nova Zelândia  | 11.39   | Sulueti Tatauisi · Fiji        | 10.77    | Elita To'oala · Samoa                | 10.53    |
| Lançamento de disco      | Ngaina Karena · Nova Zelândia  | 43.06   | Siniva Marsters · Ilhas Cook   | 38.74    | Louise McNamara · Austrália          | 36.52    |
| Lançamento do martelo    | Stacey Rogers · Nova Zelândia  | 39.10   | Siniva Marsters · Ilhas Cook   | 25.34    | Sainiana Lesu · Fiji                 | 19.50    |
| Lançamento do dardo      | Johanna L'Estrange · Austrália | 41.38   | Brooke Stevenson · Austrália   | 38.96    | Sisilia Lau · Fiji                   | 36.80    |

## Quadro de medalhas (não oficial)
| Ordem | País               | Medalha de ouro | Medalha de prata | Medalha de bronze | Total |
| ----- | ------------------ | --------------- | ---------------- | ----------------- | ----- |
| 1     | Nova Zelândia      | 16              | 5                | 0                 | 21    |
| 2     | Austrália          | 7               | 6                | 4                 | 17    |
| 3     | Fiji               | 5               | 12               | 13                | 30    |
| 4     | Tonga              | 2               | 2                | 2                 | 6     |
| 5     | Papua-Nova Guiné   | 2               | 0                | 3                 | 5     |
| 6     | Ilhas Salomão      | 1               | 5                | 3                 | 9     |
| 7     | Ilhas Cook         | 0               | 2                | 1                 | 3     |
| 8     | Vanuatu            | 0               | 1                | 1                 | 2     |
| 9     | Polinésia Francesa | 0               | 0                | 4                 | 4     |
| 10    | Samoa              | 0               | 0                | 2                 | 2     |
| Total | Total              | 33              | 33               | 33                | 99    |

## Participantes (não oficial)
Uma contagem não oficial rende o número de cerca de 170 atletas de 17 nacionalidades.
| - Samoa Americana (6) - Austrália (12) - Ilhas Cook (7) - Fiji (37) - Guam (8) - Estados Federados da Micronésia (6) | - Nauru (6) - Nova Zelândia (11) - Ilha Norfolk (4) - Marianas Setentrionais (8) - Palau (7) - Papua-Nova Guiné (7) | - Samoa (19) - Ilhas Salomão (9) - {{PYF (8) - Tonga (7) - Vanuatu (8) |